# VL Technics-Experza-Abutriek

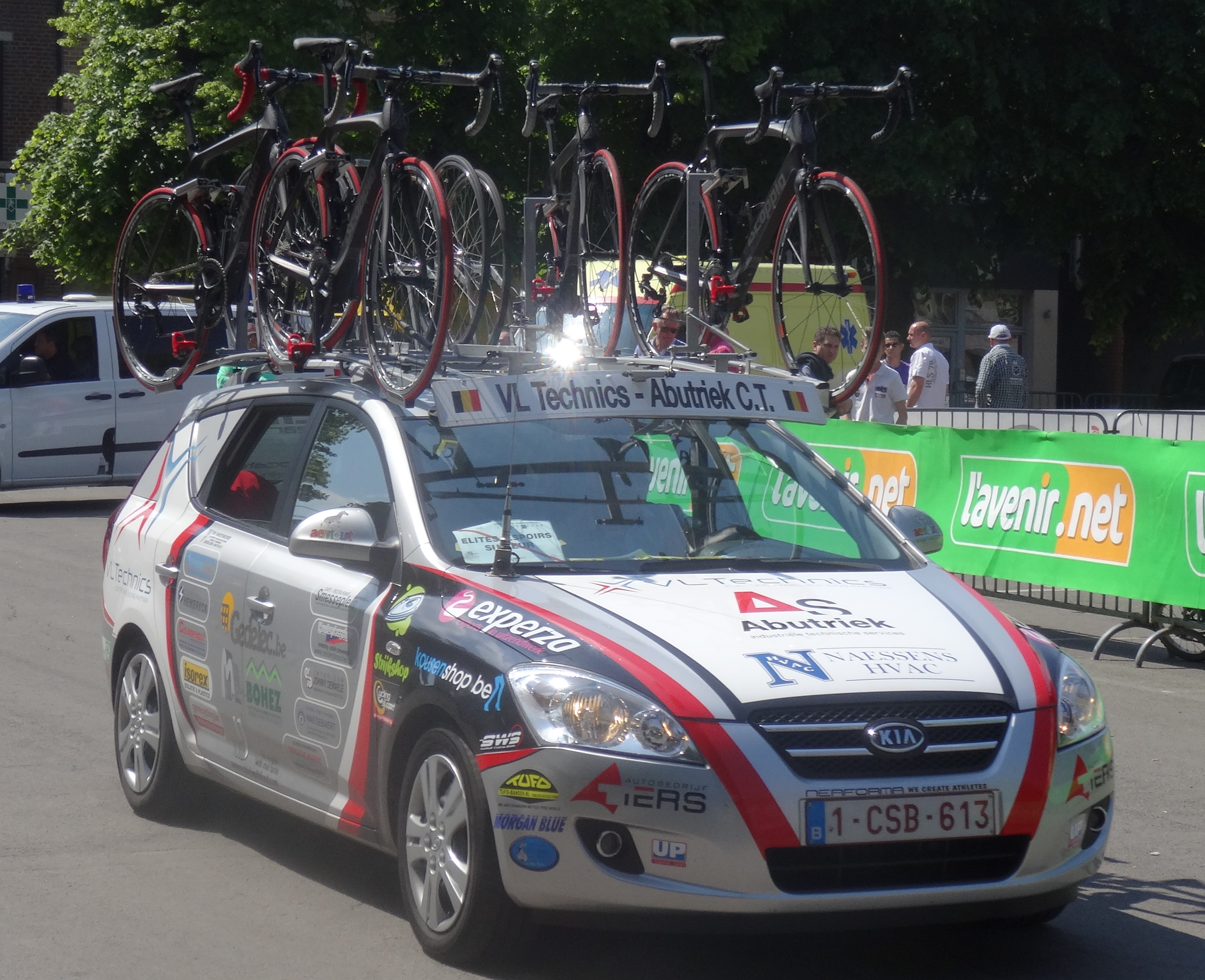
Um dos carros da VL Technics-Abutriek no Grande Prêmio Criquielion de 2014

A equipa ciclista VL Technics-Experza-Abutriek é uma equipa Ciclista belga holandesa que participa nos circuitos continentais de ciclismo e às outras carreiras do calendário nacional. Levava o nome de VL Technics-Abutriek até final da temporada de 2014.

## História da equipa

### 2014
A temporada de 2014 da equipa VL Technics-Abutriek está marcada pela vitória de Elias Van Breussegem no campeonato da Bélgica do contrarrelógio esperanças a 1 de maio e por aquela de Dimitri Claeys no Omloop Het Nieuwsblad esperanças de 2014 em 5 de julho.

### 2015
Para a temporada de 2015, a VL Technics-Abutriek muda de nome para VL Technics-Experza-Abutriek, para uma duração prevista de três anos. Vinte e cinco corredores compõem o seu elenco, onze ficam, catorze corredores fazem a sua entrada, cujo cinco são juniores. O director desportivo, Rudy Vandenheede, declara igualmente que a equipa participa na Topcompetition de 2015.

## Campeonatos nacionais
- Campeonato da Bélgica em estrada : 1
  - Contrarrelógio esperanças : 2014 (Elias Van Breussegem)

## VL Technics-Experza-Abutriek em 2016

### Elenco
| Ciclista              | Data de nascimento     | País           | Equipa 2015                  |  |
| --------------------- | ---------------------- | -------------- | ---------------------------- |  |
| Mathias Ballet        | 10 de setembro de 1993 | Bélgica        | VL Technics-Experza-Abutriek |  |
| Tom Bosmans           | 24 de outubro de 1994  | Bélgica        | VL Technics-Experza-Abutriek |  |
| Axel De Corte         | 16 de julho de 1992    | Bélgica        | VL Technics-Experza-Abutriek |  |
| Manuel De Naeghel     | 17 de junho de 1981    | Bélgica        | Diavolo                      |  |
| Jan De Witte          | 13 de novembro de 1970 | Bélgica        | Diavolo                      |  |
| Mathias De Witte      | 29 de março de 1993    | Bélgica        | VL Technics-Experza-Abutriek |  |
| Thomas Demolder       | 22 de agosto de 1996   | Bélgica        | VL Technics-Experza-Abutriek |  |
| Tuur Deprez           | 20 de junho de 1996    | Bélgica        | VL Technics-Experza-Abutriek |  |
| Maxim Heytens         | 4 de abril de 1996     | Bélgica        | VL Technics-Experza-Abutriek |  |
| Gavin Hoover          | 12 de julho de 1997    | Estados Unidos | Isorex                       |  |
| Arjen Livyns          | 1 de setembro de 1994  | Bélgica        | VL Technics-Experza-Abutriek |  |
| Jan Logier            | 3 de novembro de 1994  | Bélgica        | VL Technics-Experza-Abutriek |  |
| Jeroen Pattyn         | 22 de março de 1996    | Bélgica        | VL Technics-Experza-Abutriek |  |
| Karel Pattyn          | 17 de junho de 1971    | Bélgica        | VL Technics-Experza-Abutriek |  |
| Wiebren Plovie        | 10 de julho de 1996    | Bélgica        | BCV Works-Soenens            |  |
| Brecht Ruyters        | 14 de maio de 1993     | Bélgica        | Lotto-Soudal U23             |  |
| Nicolas Sessler       | 29 de abril de 1994    | Brasil         | Dovy Keukens-FCC             |  |
| Jens Teirlinck        | 4 de janeiro de 1996   | Bélgica        | VL Technics-Experza-Abutriek |  |
| Bram Van Broekhoven   | 4 de junho de 1992     | Bélgica        | VL Technics-Experza-Abutriek |  |
| Brent Van De Kerkhove | 12 de outubro de 1994  | Bélgica        | VL Technics-Experza-Abutriek |  |
| Jovany Van Oudenhove  | 12 de junho de 1997    | Bélgica        | Keukens Redant               |  |
| Cédric Verbeken       | 25 de abril de 1994    | Bélgica        | VL Technics-Experza-Abutriek |  |
| Nicolas Verougstraete | 19 de novembro de 1997 | Bélgica        | Tieltse Renners              |  |
| Seppe Verschuere      | 6 de janeiro de 1994   | Bélgica        | VL Technics-Experza-Abutriek |  |
| Jesper Yserbijt       | 18 de agosto de 1994   | Bélgica        | KSV Deerlijk-Gaverzicht      |  |

### Vitórias
| Data | Corrida | País | Classe | Vencedor |
| ---- | ------- | ---- | ------ | -------- |

## Estações precedentes

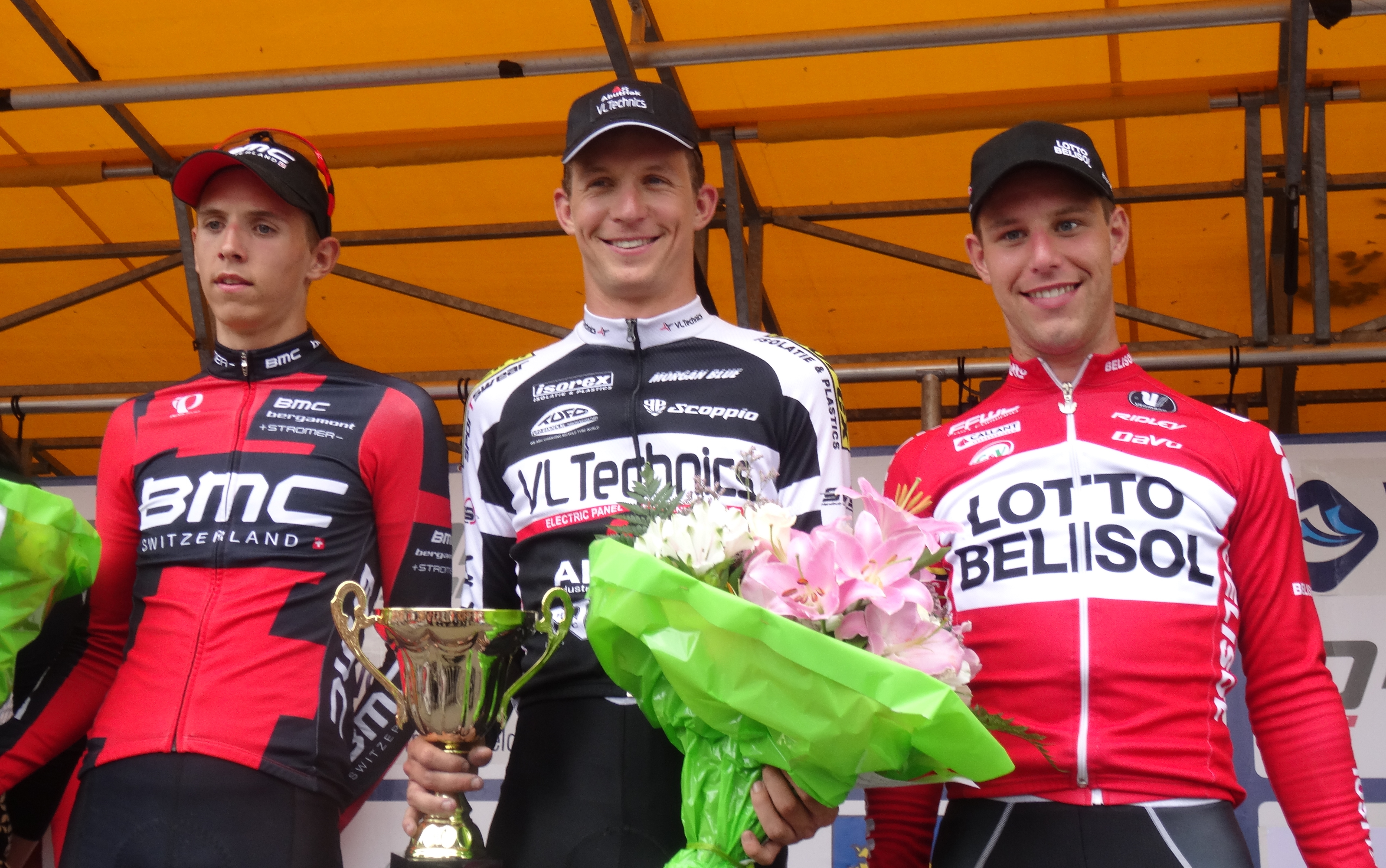
Podio do edição de 2014 do Omloop Het Nieuwsblad esperanças : Dylan Teuns (2.º), Dimitri Claeys (1.º), e Jef Van Meirhaeghe (3.º)

Elenco
Vitórias
Elenco
Vitórias
Elenco
Vitórias
Elenco
Vitórias
Elenco

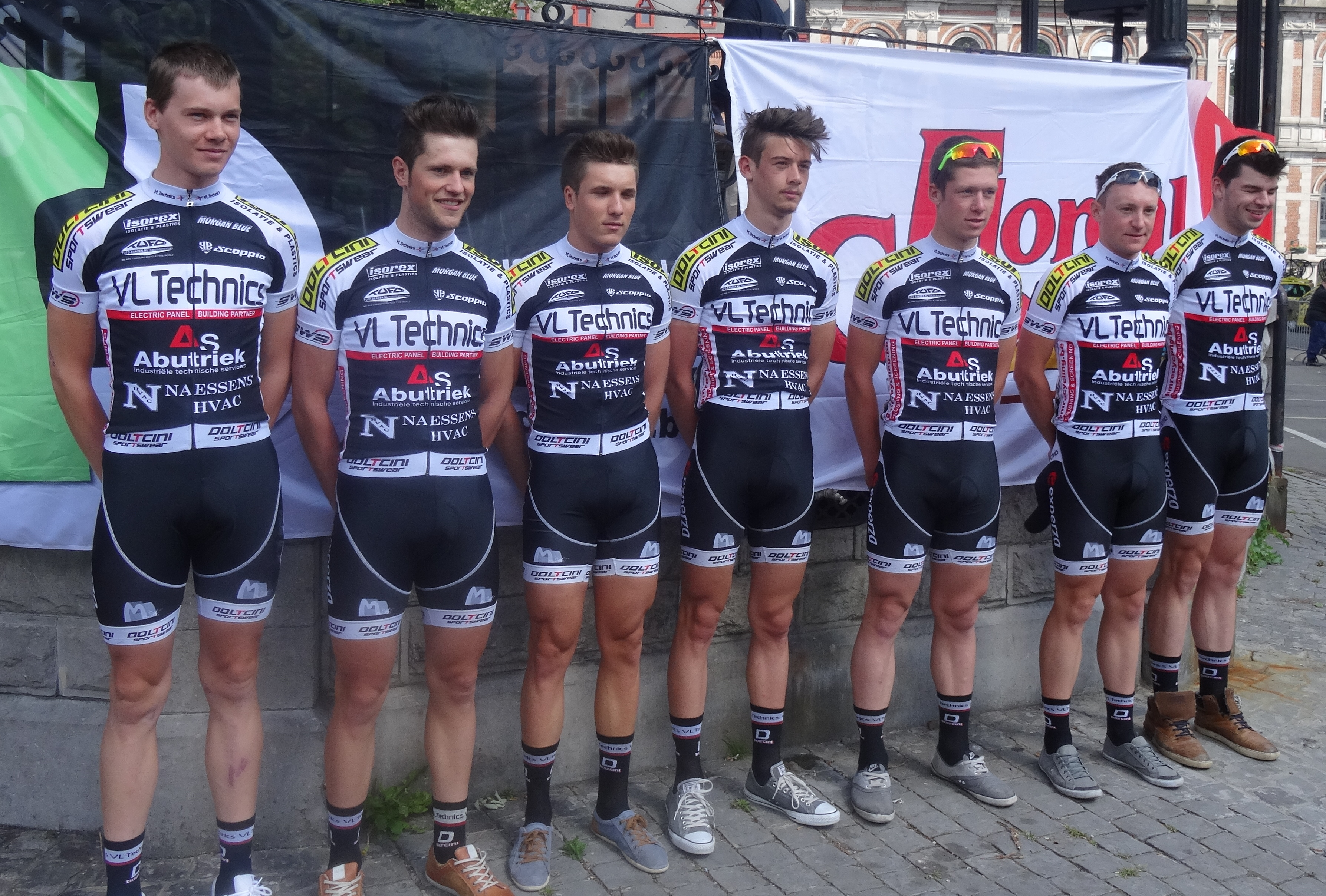
Evert Vanneste, Tom Bosmans, Laurent Pieters, Jan Logier, Floris Thoré, Jochen Deweer e Glenn Rotty durante o Grande Prêmio Criquielion 2014

Vinte e três corredores constituem o elenco 2014 da equipa.
| Ciclista             | Data de nascimento      | País                | Equipa 2013                        |  |
| -------------------- | ----------------------- | ------------------- | ---------------------------------- |  |
| Tom Bosmans          | 24 de outubro de 1994   | Bélgica             | VL Technics-Abutriek               |  |
| Dimitri Claeys       | 18 de junho de 1987     | Bélgica             | VL Technics-Abutriek               |  |
| Michael Cools        | 12 de setembro de 1994  | Bélgica             | Ventilair-Steria                   |  |
| Martijn Debaene      | 23 de janeiro de 1991   | Bélgica             | VL Technics-Abutriek               |  |
| Merlijn Decoster     | 11 de novembro de 1994  | Bélgica             | VL Technics-Abutriek               |  |
| Lorenzo Derycke      | 18 de setembro de 1990  | Bélgica             | VL Technics-Abutriek               |  |
| Jochen Deweer        | 20 de fevereiro de 1991 | Bélgica             | VL Technics-Abutriek               |  |
| Maarten De Hondt     | 9 de junho de 1993      | Bélgica             | VL Technics-Abutriek               |  |
| Ryan Felgate         | 4 de julho de 1995      | África do Sul       | Cube-Spie-Douterloigne             |  |
| Jeroen Lepla         | 13 de agosto de 1990    | Bélgica             | Ventilair-Steria                   |  |
| Jan Logier           | 3 de novembro de 1994   | Bélgica             | Ovyta-Eijssen-Acrog                |  |
| Ivar Moeleker        | 23 de março de 1995     | Zannata-Lotto Menen |                                    |  |
| Seppe Naessens       | 17 de fevereiro de 1992 | Bélgica             | VL Technics-Abutriek               |  |
| Stephen Orbie        | 25 de janeiro de 1988   | Bélgica             | VL Technics-Abutriek               |  |
| Laurent Pieters      | 20 de junho de 1994     | Bélgica             | VL Technics-Abutriek               |  |
| Glenn Rotty          | 26 de janeiro de 1994   | Bélgica             | VL Technics-Abutriek               |  |
| Atse Schoolmeesters  | 1 de janeiro de 1991    | Bélgica             | Hand in Hand Baal                  |  |
| Floris Thoré         | 24 de maio de 1995      | Bélgica             | Davo                               |  |
| Elias Van Breussegem | 10 de abril de 1992     | Bélgica             | Baguet Bicycle Center-MIBA Poorten |  |
| Bram Van Broekhoven  | 4 de junho de 1992      | Bélgica             | Ovyta-Eijssen-Acrog                |  |
| Emil Vandenabeele    | 1 de fevereiro de 1995  | Bélgica             | Avia-Crabbé                        |  |
| Karl Vaneeckhoutte   | 16 de março de 1976     | Bélgica             | VL Technics-Abutriek               |  |
| Evert Vanneste       | 10 de dezembro de 1991  | Bélgica             | VL Technics-Abutriek               |  |
| Ryan Wills.          | 19 de janeiro de 1988   | Nova Zelândia       | Enterrou Footwear-Bicycle Line     |  |

Alguns corredores
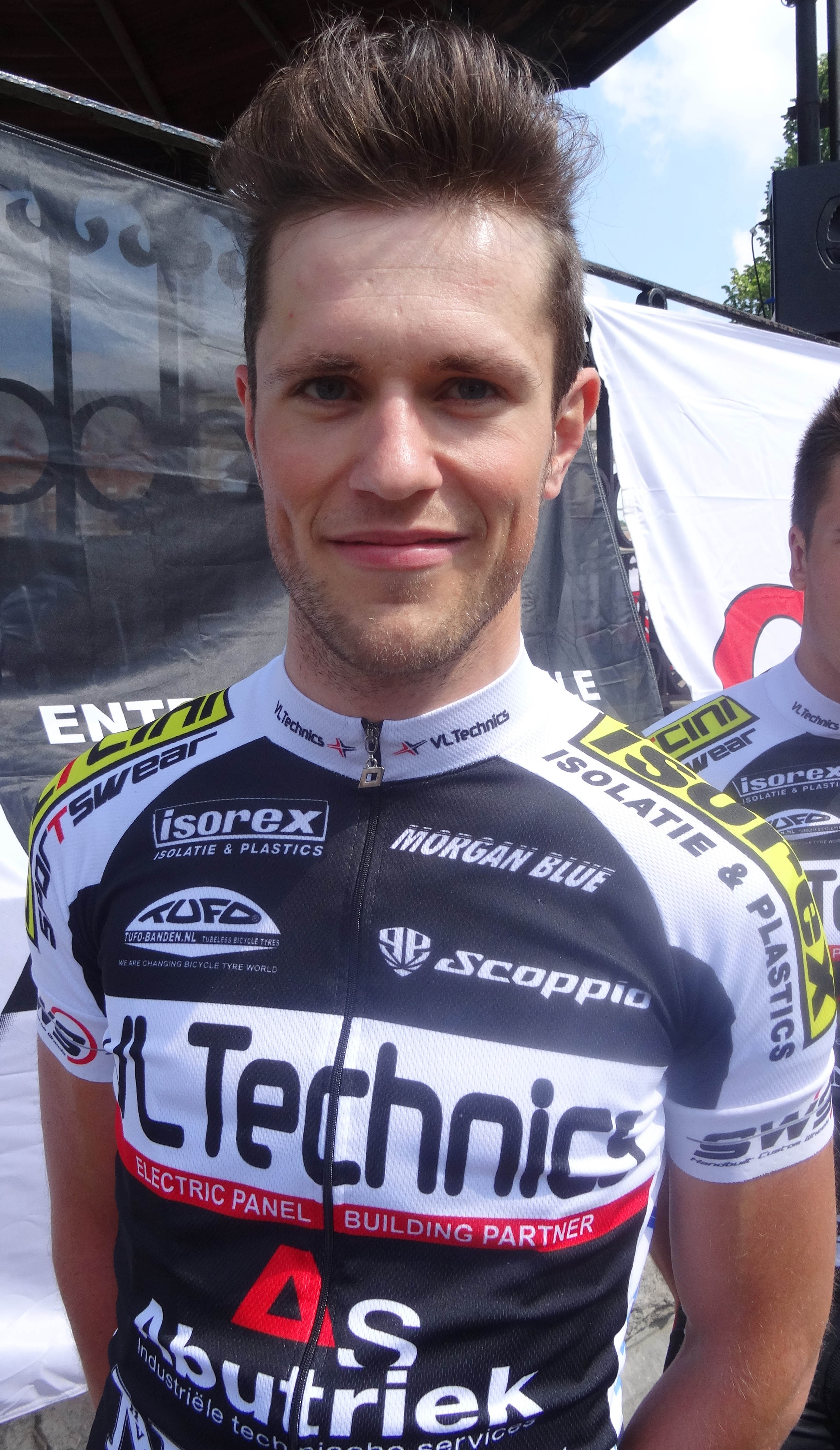
Tom Bosmans
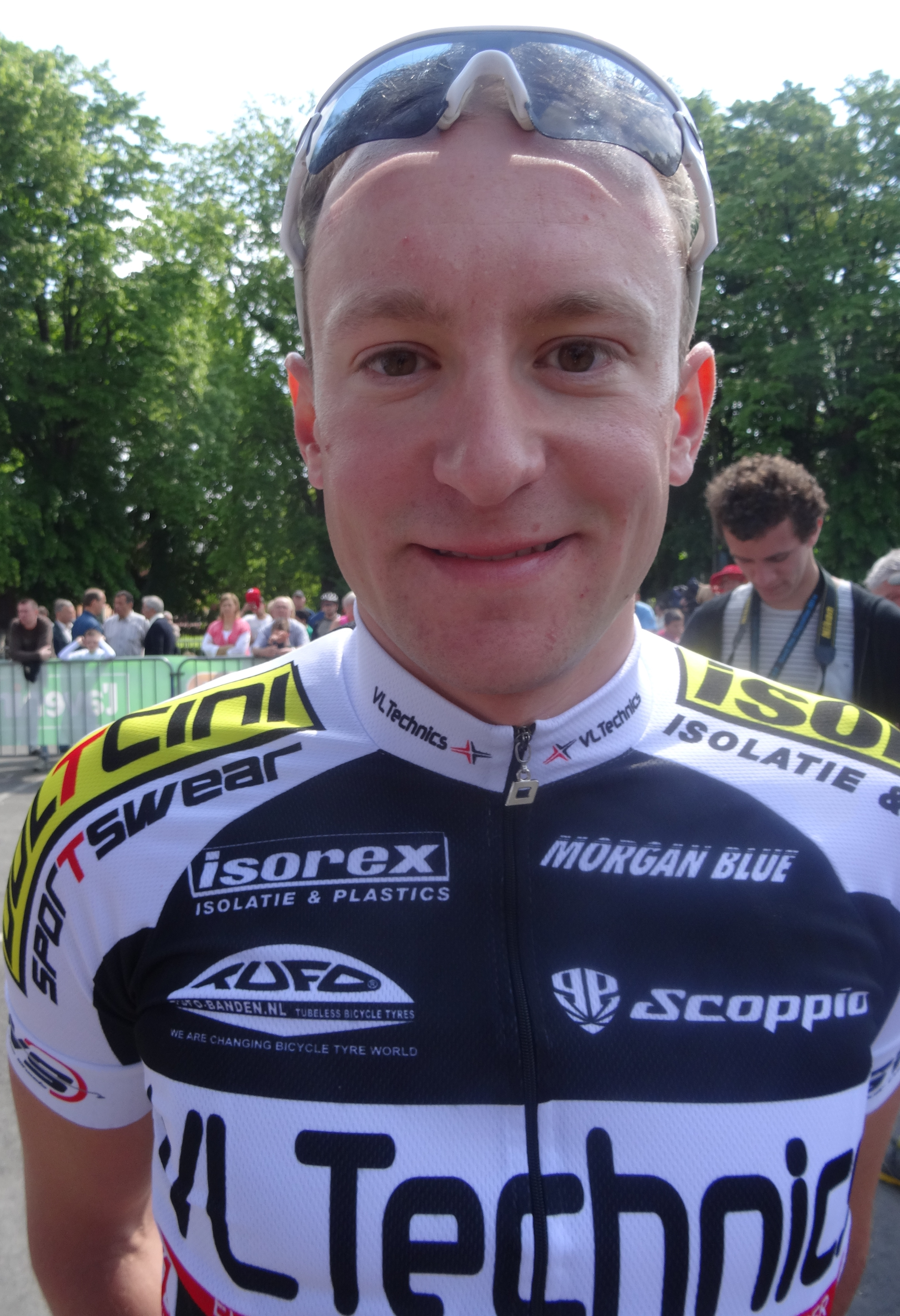
Jochen Deweer
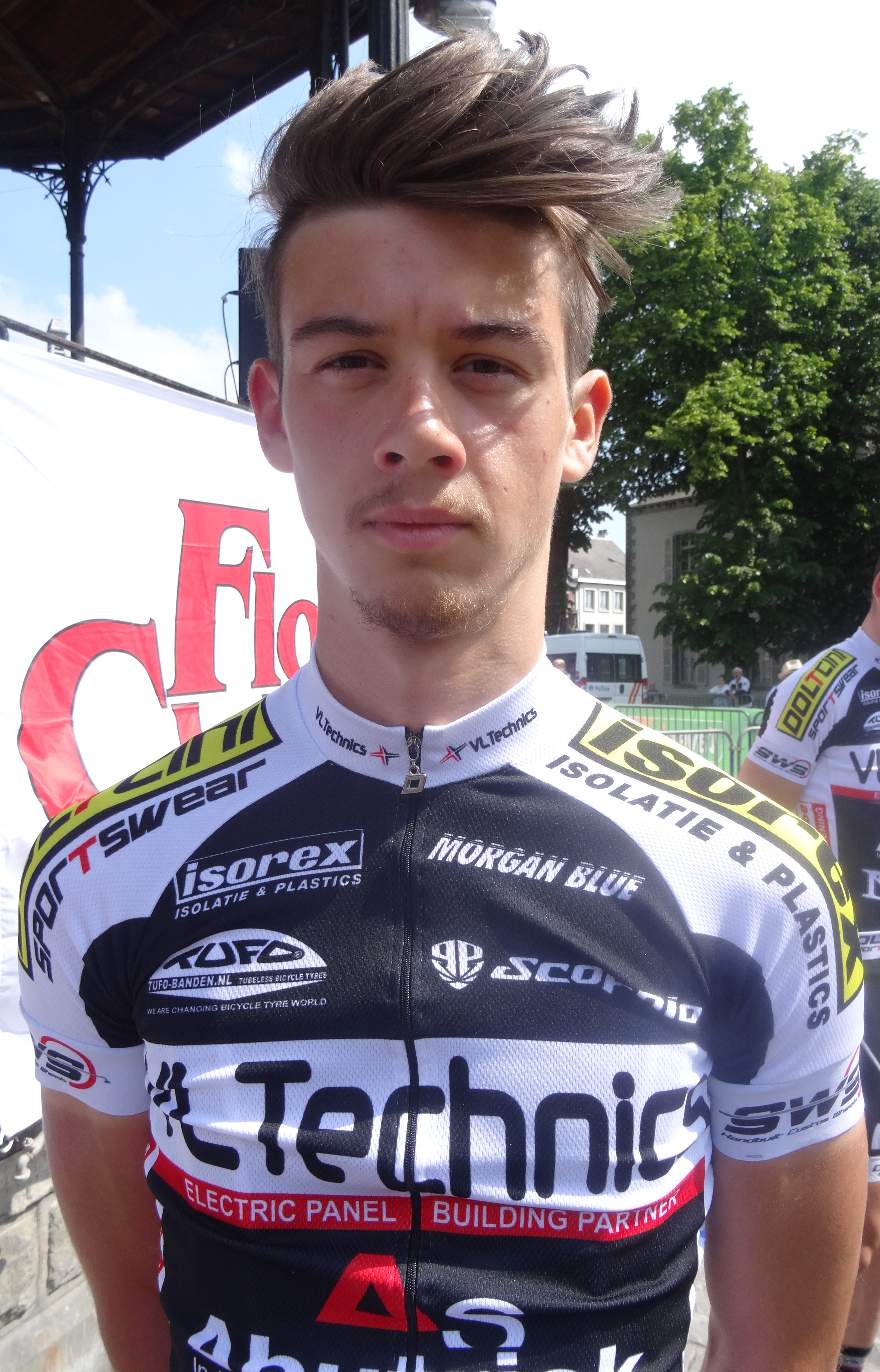
Jan Logier
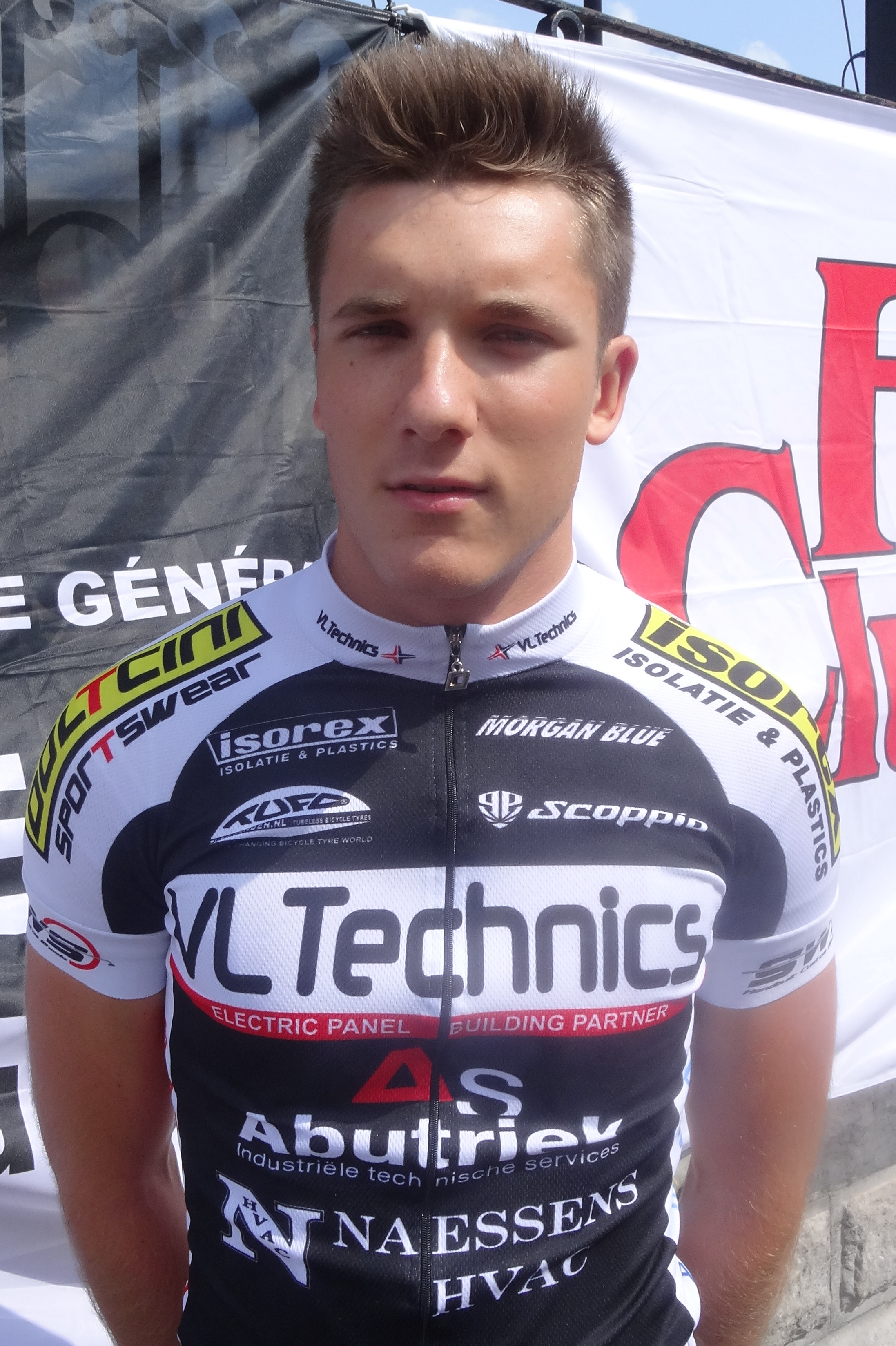
Laurent Pieters
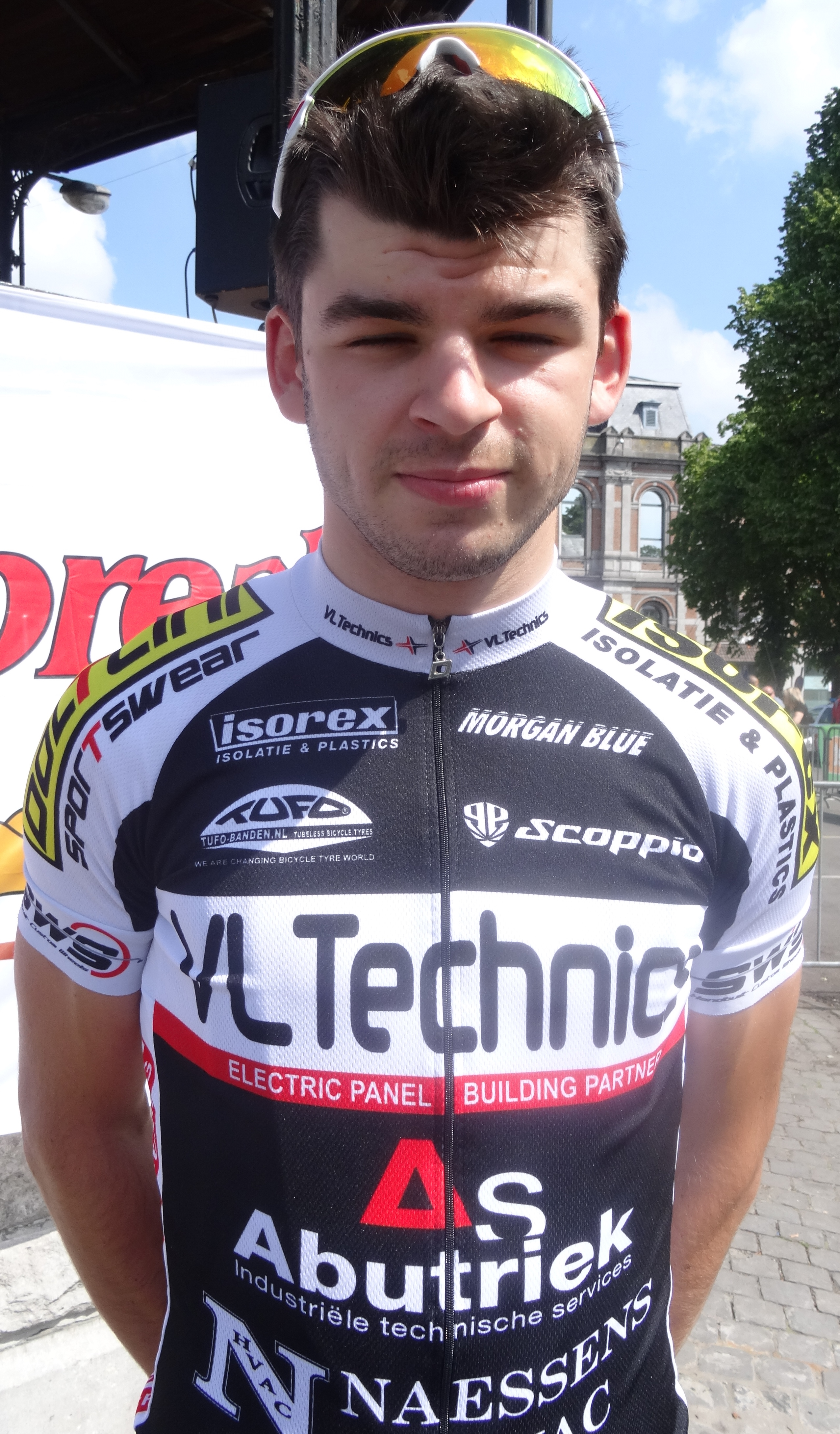
Glenn Rotty
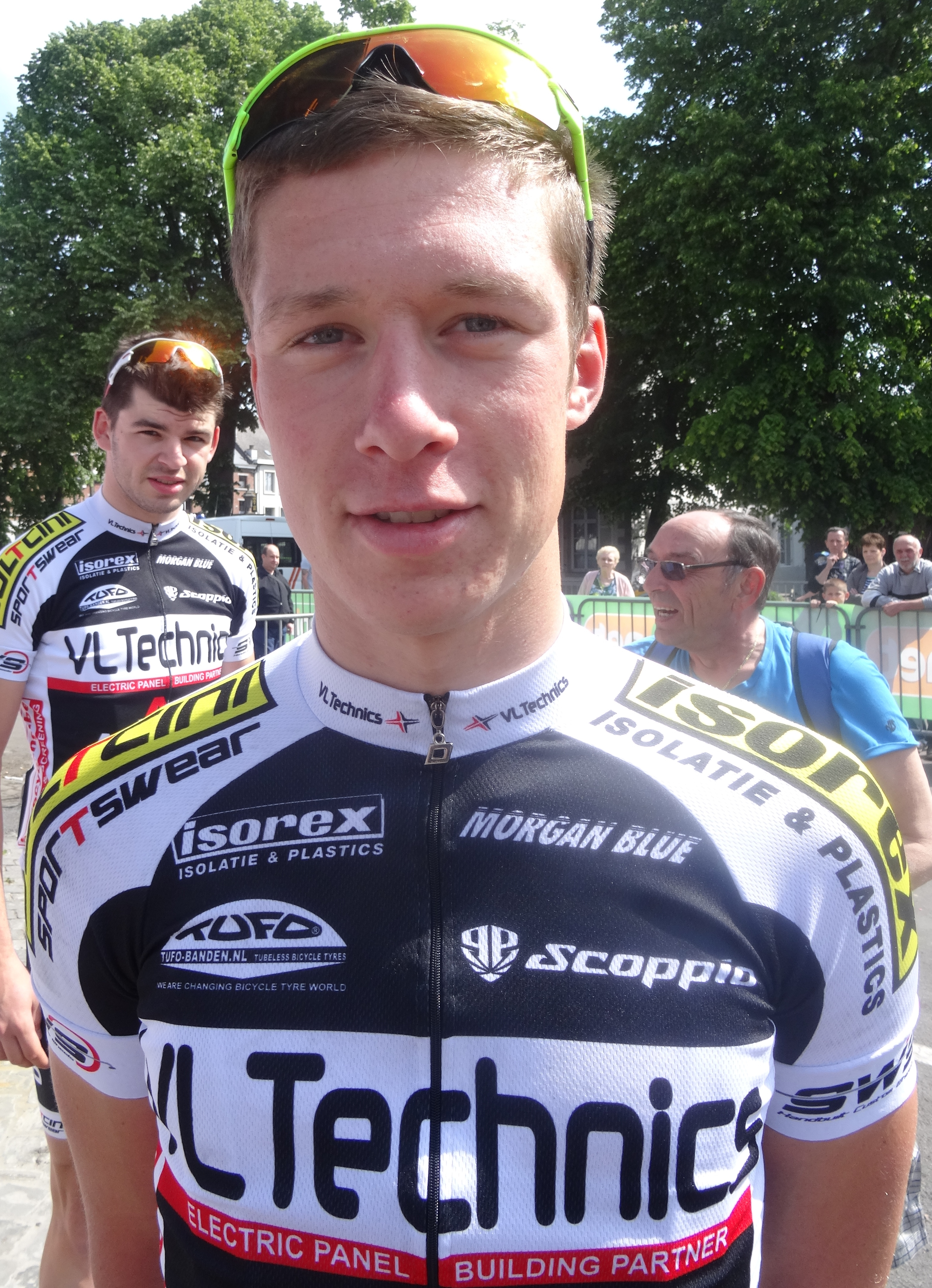
Floris Thoré
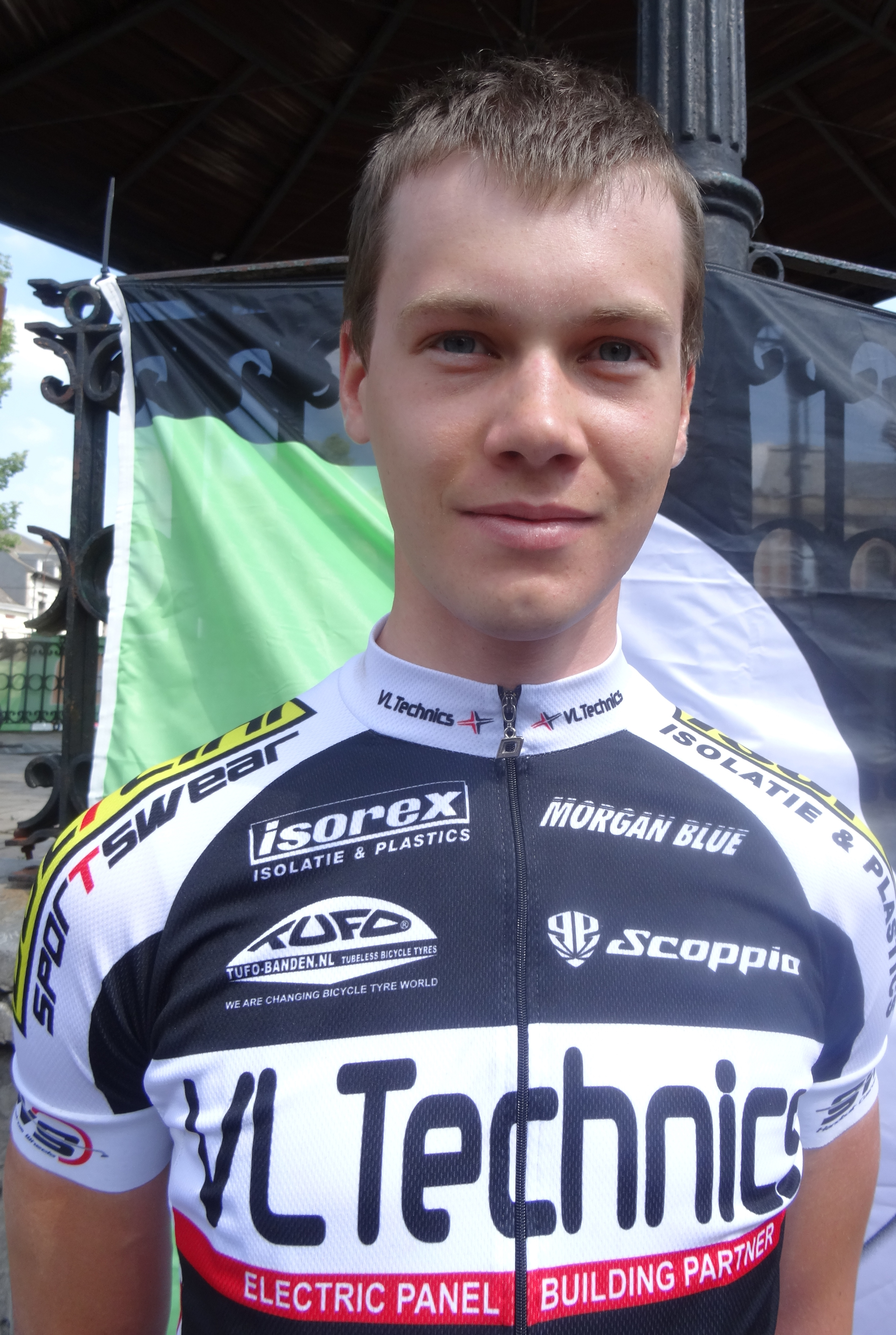
Evert Vanneste

Vitórias
| Data       | Corrida                                            | País    | Classe | Vencedor             |
| ---------- | -------------------------------------------------- | ------- | ------ | -------------------- |
| 01/05/2014 | Campeonato da Bélgica do contrarrelógio esperanças | Bélgica | CN     | Elias Van Breussegem |
| 05/07/2014 | Omloop Het Nieuwsblad esperanças de 2014           | Bélgica | 1.2    | Dimitri Claeys       |

Elencos
| Ciclista                | Data de nascimento     | País                 | Equipa 2014                    |  |
| ----------------------- | ---------------------- | -------------------- | ------------------------------ |  |
| Mathias Ballet          | 10 de setembro de 1993 | Bélgica              | FCP-Glascentra-Tops Antiek     |  |
| Tom Bosmans             | 24 de outubro de 1994  | Bélgica              | VL Technics-Abutriek           |  |
| Axel De Corte           | 16 de julho de 1992    | Bélgica              | BCV Works-Soenens              |  |
| Mathias De Witte        | 29 de março de 1993    | Bélgica              | FCP-Glascentra-Tops Antiek     |  |
| Thomas Demolder         | 22 de agosto de 1996   | Bélgica              | Balam BC                       |  |
| Tuur Deprez             | 20 de junho de 1996    | Bélgica              | KSV Deerlijk-Gaverzicht júnior |  |
| Ryan Felgate            | 4 de julho de 1995     | África do Sul        | VL Technics-Abutriek           |  |
| Maxim Heytens           | 4 de abril de 1996     | Bélgica              | Zannata-Lotto Menen            |  |
| Arjen Livyns            | 1 de setembro de 1994  | Bélgica              | Prorace                        |  |
| Jan Logier              | 3 de novembro de 1994  | Bélgica              | VL Technics-Abutriek           |  |
| Ivar Moeleker           | 23 de março de 1995    | VL Technics-Abutriek |                                |  |
| Stephen Orbie           | 25 de janeiro de 1988  | Bélgica              | VL Technics-Abutriek           |  |
| Jeroen Pattyn           | 22 de março de 1996    | Bélgica              | Zannata-Lotto Menen            |  |
| Karel Pattyn            | 17 de junho de 1971    | Bélgica              |                                |  |
| Laurent Pieters         | 20 de junho de 1994    | Bélgica              | VL Technics-Abutriek           |  |
| Arne Poelvoorde         | 19 de abril de 1995    | Bélgica              | Sunweb-Napoleon Games júnior   |  |
| Guillaume Seye          | 28 de novembro de 1996 | Bélgica              | Avia-Crabbé                    |  |
| Jens Teirlinck          | 4 de janeiro de 1996   | Bélgica              |                                |  |
| Floris Thoré            | 24 de maio de 1995     | Bélgica              | VL Technics-Abutriek           |  |
| Jonathan Van Betsbrugge | 5 de junho de 1994     | Bélgica              | KSV Deerlijk-Gaverzicht        |  |
| Bram Van Broekhoven     | 4 de junho de 1992     | Bélgica              | VL Technics-Abutriek           |  |
| Brent Van De Kerkhove   | 12 de outubro de 1994  | Bélgica              | Colba-Superano Ham             |  |
| Emil Vandenabeele       | 1 de fevereiro de 1995 | Bélgica              | VL Technics-Abutriek           |  |
| Cédric Verbeken         | 25 de abril de 1994    | Bélgica              | BCV Works-Soenens              |  |
| Seppe Verschuere        | 6 de janeiro de 1994   | Bélgica              | EFC-Omega Pharma-Quick Step    |  |

Vitórias
Nenhumas vitórias UCI.